# Phalotris cuyanus
Phalotris cuyanus — вид отруйних змій родини полозових (Colubridae). Ендемік Аргентини.

## Поширення і екологія
Phalotris cuyanus мешкають в провінціях Мендоса, Сан-Луїс, Сан-Хуан і Ла-Ріоха на заході Аргентини. Вид живуть в чагарникових заростях Монте.